# Visakha Football Club
Maillots
Actualités
Le Visakha Football Club (en khmer : ក្លិបបាល់ទាត់វិសាខា), plus couramment abrégé en Visakha FC, est un club cambodgien de football fondé en 2016 et basé à Phnom Penh, la capitale du pays.
Le club évolue actuellement dans la C-League.

## Historique
Le club est fondé en 2016. En 2017, le club est promu en deuxième division et dès sa première saison termine à la première place du championnat s'assurant une promotion en C-League.
Le club termine sa première saison dans l'élite à la troisième place puis en 2019 sera vice-champion, il atteindra également la demi-finale de la Coupe du Cambodge.
En 2020, le Visakha FC gagne son premier trophée, la Coupe du Cambodge, le club sera qualifié pour la phase de poule de la Coupe de l'AFC, mais la poule sera finalement annulée à cause de la pandémie de Covid-19. Le club gagne de nouveau la coupe nationale en 2021. 

## Palmarès
| Compétitions nationales |
| --- |
| - Championnat du Cambodge : - Vice-champion : 2019 et 2022. - Coupe du Cambodge (3) : - Vainqueur : 2020, 2021 et 2022. - Supercoupe du Cambodge : - Finaliste : 2022 et 2023. |